# Wola Piotrowa
Wola Piotrowa is een plaats in het Poolse district  Sanocki, woiwodschap Subkarpaten. De plaats maakt deel uit van de gemeente Bukowsko en telt 290 inwoners.